# Mustelus andamanensis
Mustelus andamanensis — вид акул з роду гладенька акула родини куницевих акул (Triakidae). Описаний у 2021 році.

## Поширення
Відома лише з Андаманського моря, з підтвердженими записами з таїландської провінції Ранонг.